# Catostomidae

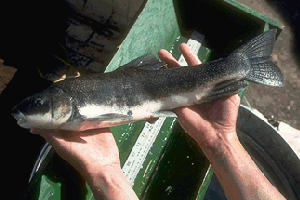
Chasmistes brevirostris

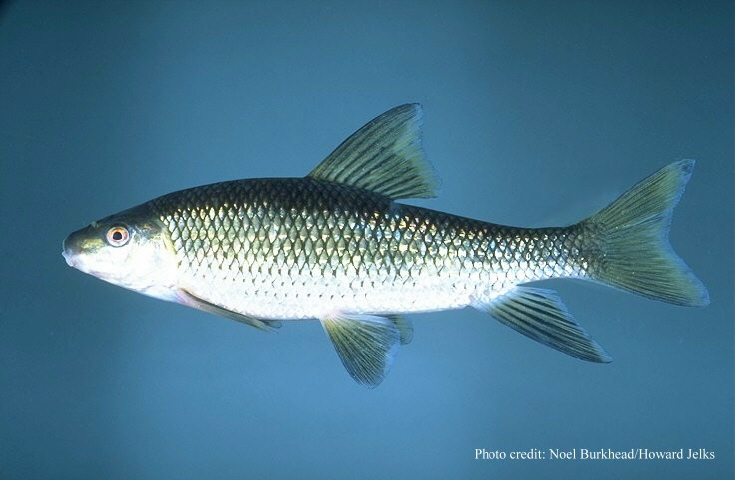
Erimyzon tenui

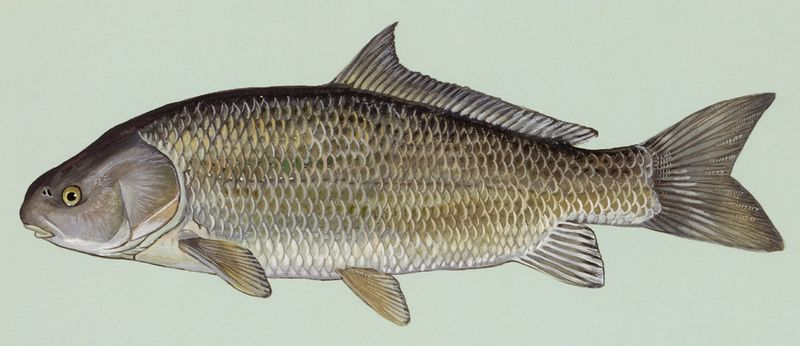
Ictiobus niger

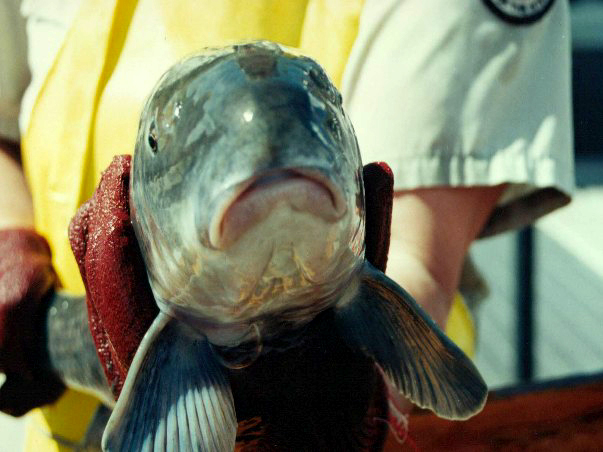
Chasmistes cujus

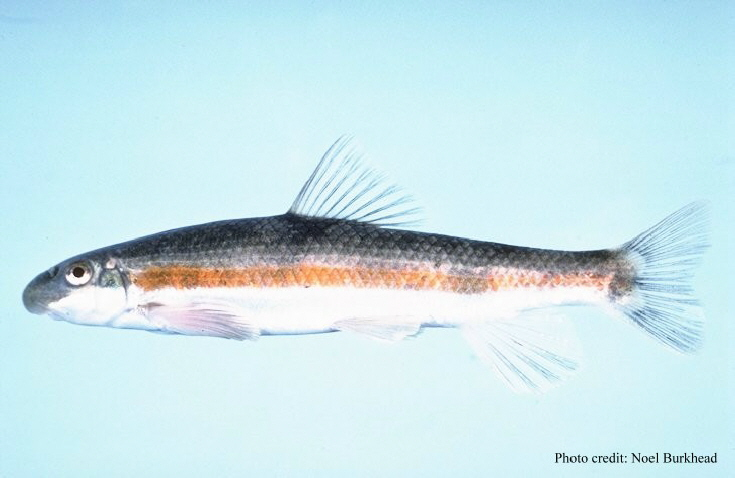
Thoburnia rhothoeca

A Catostomidae a csontos halak (Osteichthyes) főosztályának sugarasúszójú halak (Actinopterygii) osztályába és a pontyalakúak (Cypriniformes) rendjébe tartozó család. 3 alcsalád, 13 nem és 71 faj tartozik a családba. Édesvízi halak.

## Rendszerezés
A családba az alábbi alcsaládok, nemek és fajok tartoznak.

### Catostominae
A Catostominae alcsaládba 9 nem és 60 faj tartozik
- Catostomus (Lesueur, 1817) – 24 faj
  - Catostomus ardens
  - Catostomus bernardini
  - Catostomus cahita
  - Catostomus catostomus
  - Catostomus clarkii
  - Catostomus columbianus
  - Catostomus commersonii
  - Catostomus discobolus
  - Catostomus fumeiventris
  - Catostomus insignis
  - Catostomus latipinnis
  - Catostomus leopoldi
  - Catostomus macrocheilus
  - Catostomus microps
  - Catostomus nebuliferus
  - Catostomus occidentalis
  - Catostomus platyrhynchus
  - Catostomus plebeius
  - Catostomus rimiculus
  - Catostomus santaanae
  - Catostomus snyderi
  - Catostomus tahoensis
  - Catostomus warnerensis
  - Catostomus wigginsi

- Chasmistes (Jordan, 1878) – 5 faj
  - Chasmistes brevirostris
  - Chasmistes cujus
  - Chasmistes fecundus
  - Chasmistes liorus
  - † Chasmistes muriei IUCN Extinct 1996

- Deltistes (Seale, 1896) – 1 faj
  - Deltistes luxatus

- Xyrauchen (Eigenmann & Kirsch, 1889) – 1 faj
  - Xyrauchen texanus

- Erimyzon (Jordan, 1876) – 3 faj
  - Erimyzon oblongus
  - Erimyzon sucetta
  - Erimyzon tenuis

- Hypentelium (Rafinesque, 1818) – 3 faj
  - Hypentelium etowanum
  - Hypentelium nigricans
  - Hypentelium roanokense

- Minytrema (Jordan, 1878) – 1 faj
  - Minytrema melanops

- Moxostoma (Rafinesque, 1820) – 22 faj
  - Moxostoma albidum
  - Moxostoma anisurum
  - Moxostoma ariommum
  - Moxostoma austrinum
  - Moxostoma breviceps
  - Moxostoma carinatum
  - Moxostoma cervinum
  - Moxostoma collapsum
  - Moxostoma congestum
  - Moxostoma duquesnii
  - Moxostoma erythrurum
  - Moxostoma hubbsi
  - † Moxostoma lacerum IUCN - extinct 1900
  - Moxostoma lachneri
  - Moxostoma macrolepidotum
  - Moxostoma mascotae
  - Moxostoma pappillosum
  - Moxostoma pisolabrum
  - Moxostoma poecilurum
  - Moxostoma robustum
  - Moxostoma rupiscartes
  - Moxostoma valenciennesi

- Thoburnia (Jordan, 1917) -3 3 faj
  - Thoburnia atripinnis
  - Thoburnia hamiltoni
  - Thoburnia rhothoeca

### Cycleptinae
A Cycleptinae alcsaládba 2 nem és 3 faj tartozik
- Cycleptus (Rafinesque, 1819) – 2 faj
  - Cycleptus elongatus
  - Cycleptus meridionalis

- Myxocyprinus (Gill, 1878) – 1 faj 
  - Myxocyprinus asiaticus

### Ictiobinae
A Ictiobinae alcsaládba 2 nem és 8 faj tartozik
- Carpiodes (Rafinesque, 1820) – 3 faj
  - Carpiodes carpio
  - Carpiodes cyprinus
  - Carpiodes velifer

- Ictiobus (Rafinesque, 1820) – 5 faj
  - Ictiobus bubalus
  - Ictiobus cyprinellus
  - Ictiobus labiosus
  - Ictiobus meridionalis
  - Ictiobus niger